# Web Services Management Protocol
Web Services-Management Protocol (WS-Management) - відкритий стандарт DMTF що описує комунікаційний протокол на основі SOAP для управління серверами, пристроями, програмами та різноманітними вебсервісами. DMTF опублікувало стандартний документ DSP0226 з версією v1.1.0 3 березня 2010  [Архівовано 5 липня 2010 у Wayback Machine.].
WS-Management спершу розроблявся коаліцією постачальників: AMD, Dell, Intel, Microsoft, Sun Microsystems, список який розширився до 13 членів, після чого у 2005-тому році стандарт віддали під опіку DMTF.

## Реалізації та підтримка програмного забезпечення
- Microsoft реалізував стандарт WS-Management в Windows Remote Management 1.1 (WinRM),[1] який доступний для Windows XP, Windows Server 2003, Windows Vista, Windows Server 2008, Windows Server 2012.
- Використовуючи WS-Management (WinRM 2.0), Windows PowerShell 2.0 дозволяє виконувати скрипти та командлети на віддалених машинах.[2]

## Зноски
1. ↑  Windows Vista Management Features. Архів оригіналу за 14 грудня 2007. Процитовано 12 грудня 2007.
2. ↑  What's New in CTP of PowerShell 2.0. Архів оригіналу за 1 лютого 2010. Процитовано 12 грудня 2007.